# Ictidomys
Ictidomys són un gènere de rosegadors de la família dels esciúrids. Les espècies d'aquest grup són originàries de Nord-amèrica. Mesuren 26,5–31,3 cm, sense comptar la cua, que fa 8–15 cm. Les orelles, relativament petites, assoleixen una llargada de 6–12 mm, mentre que les potes posteriors fan 3,5–4,6 cm. Els animals d'aquest gènere tenen una coloració llampant, amb ratlles i taques al pelatge dorsal que fan que sigui molt fàcil distingir-los d'altres espècies.